# Siewca (obraz Ivana Grohara)
Artykuł ten został zgłoszony do umieszczenia na stronie głównej w rubryce „Czy wiesz”.
Pomóż nam go sprawdzić: oceń zgłoszoną nominację.
Siewca (słoweń. Sejalec) – obraz olejny autorstwa Ivana Grohara namalowany w 1907 roku w stylu impresjonistycznym, eksponowany na wystawie stałej w Narodowej Galerii Słowenii w Lublanie.

## Historia
Obraz pochodzi z ostatniego okresu twórczości Ivana Grohara (lata 1907–1910), w którym zwrócił się on w kierunku impresjonizmu, pojawiły się wówczas w jego twórczości motywy pracy i wysiłku ludzkiego, a także samotności, melancholii ale i nadziei. Ivan Grohar widział siewcę na polu w Loce, co wywarło na nim duże wrażenie. Dzieło powstało w 1907 roku, po kilku latach prób. Grohar namalował jeszcze dwa płótna z wykorzystaniem motywu siewcy. Obraz powstał na podstawie fotografii autorstwa Avgusta Bertholda, wykonanej około 1906 roku w okolicy miasta Škofja Loka, w tymże mieście był także malowany. Dzieło to kończy okres impresjonistyczny w sztuce słoweńskiej (zob. słoweński impresjonizm). Po raz pierwszy wystawiono je w Narodnim domu w Trieście w 1907 roku i spotkało się ono wówczas z entuzjastyczną reakcją krytyki, która okrzyknęła je arcydziełem. Następnie wystawiono obraz w Warszawie i Krakowie w 1908 roku, a w kolejnych latach także Lublanie (lata: 1911, 1926, 1949, 1958, 1989), Zagrzebie (1952), Belgradzie (1959, 1973), Wiedniu (1979, 2025), Amsterdamie i Emmen (1983), Stuttgarcie i Ratyzbonie (1984) i Wiesbaden (1988).
Płótno znajduje się w Narodowej Galerii Słowenii (nr inw. MG 457/S, ZD S 1977002), jest eksponowane na wystawie stałej tegoż muzeum w Lublanie w sali nr 20, jest własnością Modernej galeriji.
Dzieło jest postrzegane jako najważniejszy słoweński obraz ze względu na oddanie w nim słoweńskiego ducha poprzez wykorzystanie motywu rolnika i typowo słoweńskiego stojaka na siano. Historyk literatury Milček Komelj określił to dzieło jako niezniszczalny słoweński pomnik (słoweń. neuničljiv slovenski spomenik). Postać siewcy z obrazu pojawiła się na słoweńskiej monecie o nominale 5 eurocentów (zob. słoweńskie monety euro). 

## Charakterystyka
Dzieło zostało namalowane techniką olejną na płótnie dublowanym o wymiarach 180 na 120 cm, sygnowane w lewym dolnym rogu „Iv. Grohar 907”. Farba była nakładana techniką impastową grubymi warstwami, została uzyskana ostatecznie jednolita faktura. Wykorzystane zostały głównie barwy zielona i brązowa w jasnych odcieniach.
Przedstawiona scena jest słoneczna, rozgrywa się podczas mglistego poranka. Siewca został przedstawiony w centrum obrazu od tyłu, idzie on po przekątnej w kierunku lewej strony obrazu; jest ubrany w białą koszulę i brązowe spodnie, na głowie ma kapelusz; trzyma kosz z nasionami w lewej ręce. Mężczyzna został wkomponowany w krajobraz (2/3 obrazu zajmuje pole i łąka), za nim znajduje się stojak na siano (słoweń. kozolec), który jest postrzegany jako słoweński symbol narodowy, pojawia się on także na innych obrazach Grohara i był on typowy dla słoweńskiego krajobrazu. Za stojakiem widać żółte wzgórze, jest to wzniesienie Kamnitnik położone w pobliżu Škofji Loki. 
Obraz można odczytać symbolicznie jako optymistyczne sianie nadziei, związane z przyszłym życiem, ale też metaforę niejasnego wówczas przyszłego losu Słoweńców. 

## Galeria

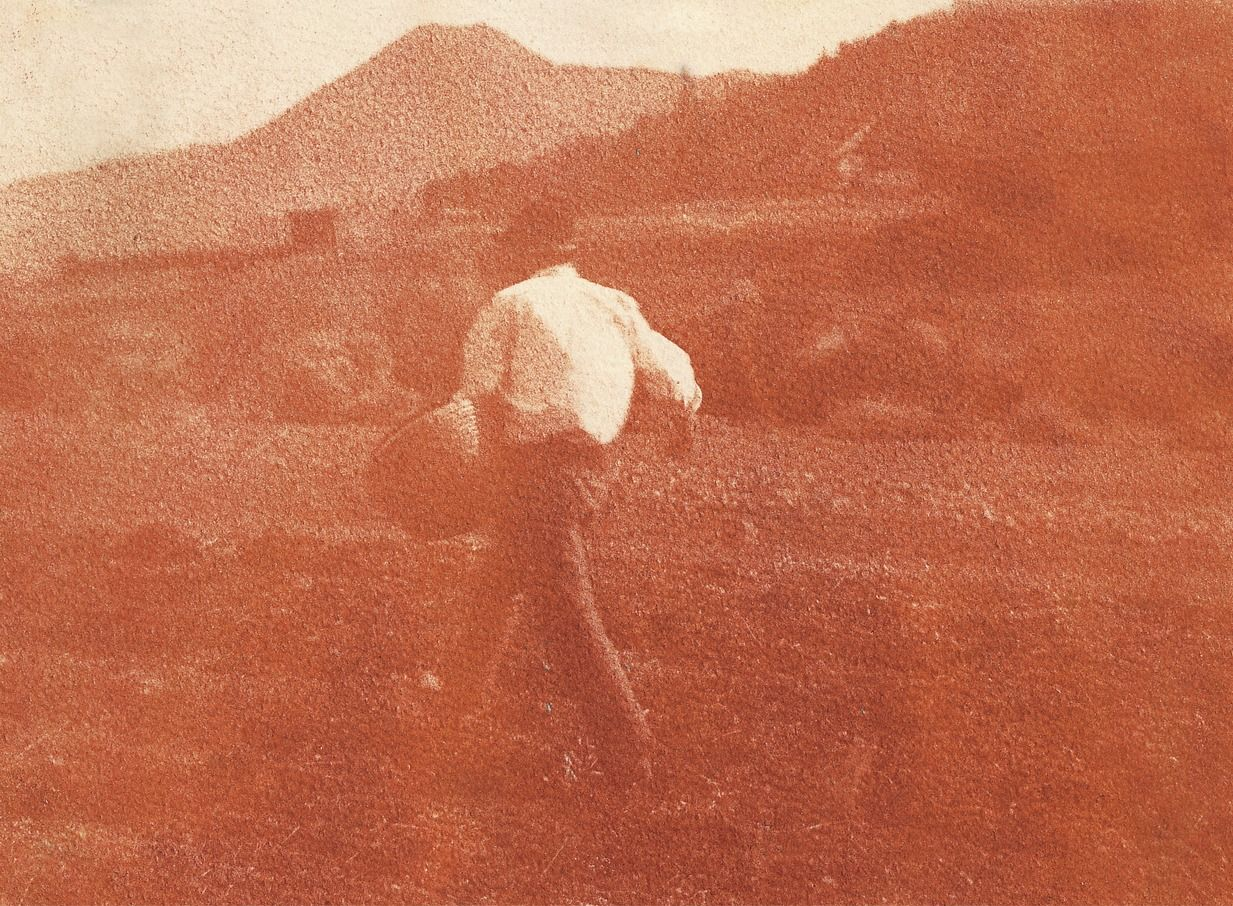
Fotografia Avgusta Bertholda z 1906 roku
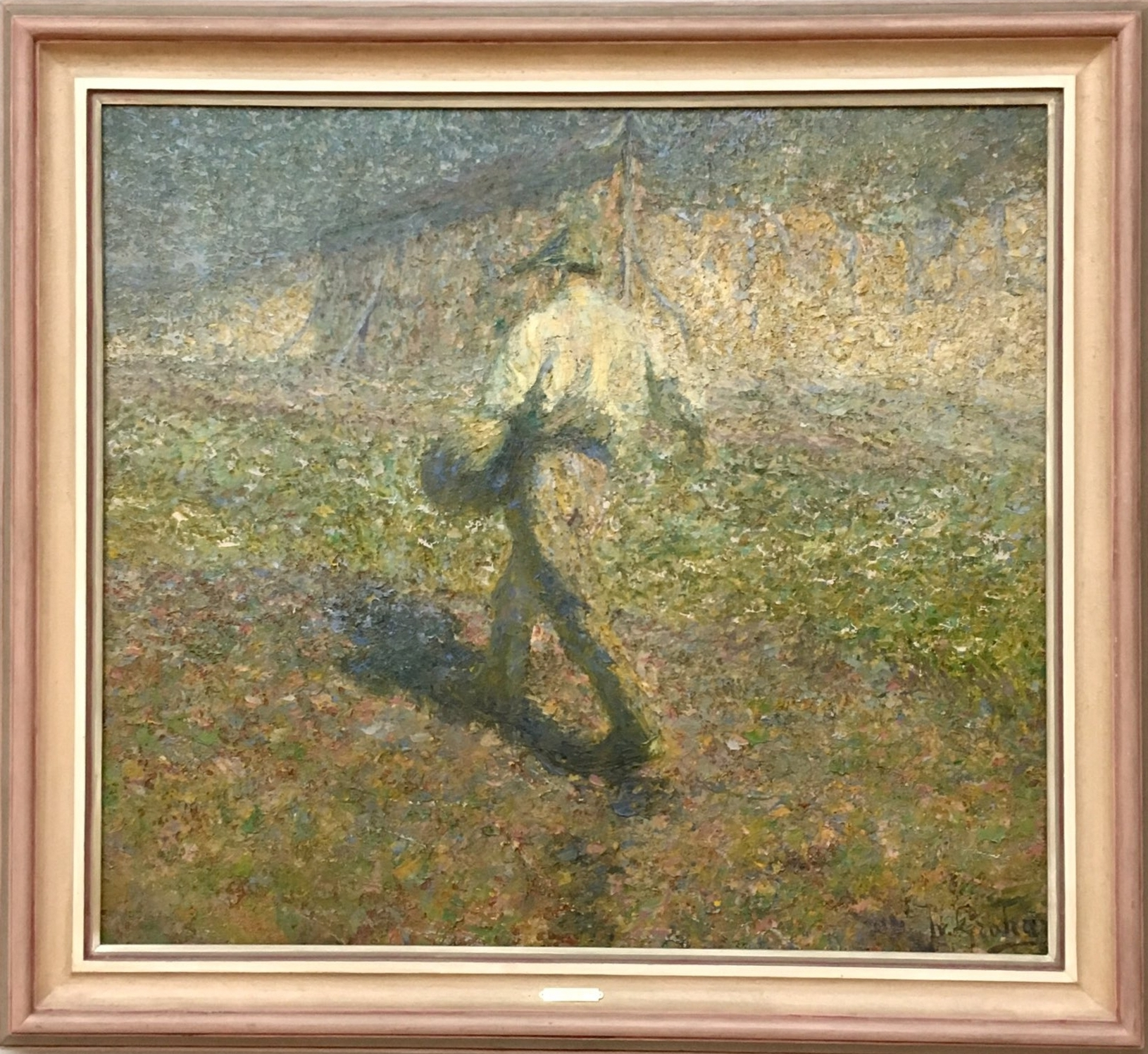
Obraz w ramie
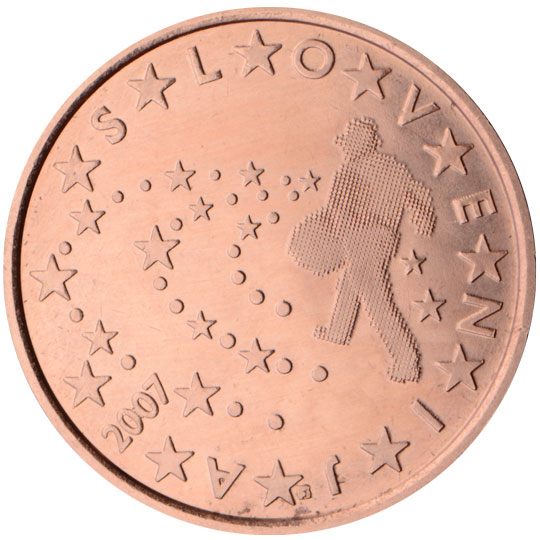
Postać siewcy na monecie 5 eurocentów